# José Agustín Arango
José Agustín Arango Remon (* 24. Februar 1841 in Panama-Stadt; † 10. Mai 1909) war Präsident der provisorischen Regierungsjunta nach der US-gestützten Unabhängigkeitserklärung Panamas von Kolumbien.

## Leben
José Agustín Arango war der Sohn kubanisch-panamaischer Eltern. Er war als Geschäftsmann und Bankier tätig. Aus finanziellen Gründen war er sehr am Bau des Panamakanals interessiert. Aus diesem Grund trat er der von den USA unterstützten Unabhängigkeitsbewegung bei, welche die Unabhängigkeit von Kolumbien wollte. Nachdem das US-Militär im November 1903 das Gebiet besetzte und den unabhängigen Staat Panama ausrief, wurde Arango als provisorischer Übergangspräsident der Regierungsjunta eingesetzt.  Am 18. November 1903 unterzeichnete Philippe Bunau-Varilla als panamaischer Unterhändler in Washington den Hay-Bunau-Varilla-Vertrag, der den USA erlaubte, den Panamakanal zu bauen und gleichzeitig die Hoheitsrechte für das Gebiet um den Kanal für sich zu beanspruchen, die so bezeichnete Panamakanalzone. Arango war bis zum 20. Februar 1904 als Präsident der provisorischen Regierungsjunta im Amt. An diesem Tag wählte der panamaische Verfassungskonvent Manuel Amador Guerrero einstimmig zum Präsidenten der Republik Panama. Bis zu seinem Tode im Jahr 1909 war Arango Außenminister von Panama.